# Krzymoszyce
Krzymoszyce – wieś w Polsce położona w województwie lubelskim, w powiecie bialskim, w gminie Międzyrzec Podlaski.
Wieś Krzemoszyce (Krzemosice)  położona w powiecie mielnickim województwa podlaskiego, wchodziła w 1662 roku w skład majętności międzyrzeckiej Łukasza Opalińskiego. W latach 1975–1998 miejscowość administracyjnie należała do województwa bialskopodlaskiego.
Wieś jest sołectwem w gminie Międzyrzec Podlaski. Według Narodowego Spisu Powszechnego z roku 2011 wieś liczyła 118 mieszkańców.
Wierni Kościoła rzymskokatolickiego należą do parafii Matki Bożej Szkaplerznej w Krzewicy.

## Zabytki
- kaplica św. Antoniego Padewskiego, murowana, z końca XIX w.